# Первомайский (ЗАТО)
Первома́йский (до 1994 года — Юрья́-2) — посёлок городского типа в Кировской области России. 
Является закрытым административно-территориальным образованием, образует муниципальное образование ЗАТО Первомайский со статусом городского округа как единственный населённый пункт в его составе. 
В ЗАТО Первомайском базируется 8-я ракетная Мелитопольская Краснознамённая дивизия (войсковая часть (В/Ч) № 44200) — соединение в составе 31-й Оренбургской ракетной армии Ракетных войск стратегического назначения.

## География
Расположен на берегу реки Юрьи, противоположном от посёлка городского типа Юрья, в 70 км к северу от города Кирова.
ЗАТО Первомайский является отдельным муниципальным образованием в составе Кировской области и не входит в состав других районов. На данный момент площадь территории муниципального образования ограничена 6,11 км². Географически Первомайский расположен фактически внутри (в окружении) территории Юрьянского района. В ЗАТО входят земли, находящиеся в собственности администрации ЗАТО Первомайский. Также к ЗАТО относятся земли министерства обороны с военными объектами: части смежных земель Юрьянского, Мурашинского и Слободского районов Кировской области, а также Прилузского района Республики Коми: в площадь муниципального образования они не входят.
Находится в зоне умеренного континентального климата. Средняя температура января от −14 до −16 °C, июля — 17—19 °C. Среднее годовое количество осадков — 550—600 мм.

## Население
| 2002  | 2009  | 2010  | 2012  | 2013  | 2014  | 2015  |
| ----- | ----- | ----- | ----- | ----- | ----- | ----- |
| 9300  | ↘8974 | ↘6147 | ↗6500 | ↘6454 | ↗6519 | ↘6390 |
| 2016  | 2017  | 2018  | 2019  | 2020  | 2021  |       |
| ↗6455 | ↗6534 | ↘6348 | ↗6349 | ↘6230 | ↘5068 |       |

## История
Возникновение ЗАТО связано с началом строительства на территории Юрьянского, Мурашинского и Слободского районов Кировской области военных объектов в конце 1959 года по решению Правительства СССР. 
С 7 сентября по 12 ноября 1960 года на железнодорожной станции Юрья была сформирована 25 ракетная бригада, которая к 30 мая 1961 года была переформирована в ракетную дивизию с присвоением почётного наименования Мелитопольской Краснознаменной дивизии. 
В 1960-1961 годах были построены стартовые позиций и началось возведение жилого военного городка. 31 октября 1961 года первые два полка заступили на боевое дежурство
Указом Президиума Верховного Совета РСФСР от 19 октября 1965 года населённый пункт войсковой части 44200 был преобразован в рабочий посёлок Первомайский, в котором начал свою деятельность исполнительный комитет Первомайского поселкового Совета депутатов трудящихся. 
До 1992 года население Первомайского (Юрья-2), в том числе отдалённого военного городка Октябрьского (Юрья-3), учитывалось в составе рабочего посёлка (пгт) Юрья. 
Постановлением Верховного Совета РФ от 14 июля 1992 года посёлок приобрел статус закрытого административно-территориального образования Первомайский Кировской области. В 1994 году закрытому административно-территориальному образованию присвоено географическое наименование пгт Первомайский.
В соответствии с Законом Российской Федерации от 14.07.1992 «О закрытом административно-территориальном образовании», на территории ЗАТО установлен пропускной режим. Нахождение на территории ЗАТО без соответствующего пропуска влечёт административную ответственность по статье 20.19 КоАП РФ. На территории ЗАТО Первомайский запрещена продажа земли, полёты летательных аппаратов, деятельность иностранных компаний. 
Глава ЗАТО Первомайский с 7 февраля 2017 года — Казанцева Ольга Анатольевна.